# نهائي دوري أبطال آسيا 2006
نهائي دوري أبطال آسيا 2006 هي المباراتين النهائية لبطولة دوري أبطال آسيا 2006، أقيمت المبارتين في شهر نوفمبر عام 2008، بين نادي جونبك هيونداي موتورز والكرامة وفاز بها نادي جونبك هيونداي موتورز بنتيجة 3-2 بمجموع المباراتين.

## روابط خارجية
- AFC Champions League Final